# Rzuty
Rzuty – esej filozoficzno-literacki Antoniego Langego z 1905. Dzieło oprócz ogólnych dywagacji na temat istoty wiersza (liczne nawiązania do Stéphane Mallarmégo), zawiera próbę filozoficznego manifestu samego twórcy. Lange pisze min.: "Najpotężniejszym byłby ten poeta, który by umiał przejść przez życie niewidzialny i nieznany nikomu, gdyż jego głos za życia brzmiałby jako głos zza grobu. Potężniejszą jest władza umarłych niż żywych – ponieważ daną im jest wiekuista niewidzialność i bezpowrotność". Ważnym elementem dzieła jest rozrachunek z dziedzictwem polskiego romantyzmu, własnym pokoleniem (modernizm, dekadenci) historią polskiej literatury na tle literatury europejskiej i światowej.